# Skîbînți, Tetiiv
Skîbînți (în ucraineană Скибинці) este o comună în raionul Tetiiv, regiunea Kiev, Ucraina, formată numai din satul de reședință.

## Demografie
Componența lingvistică a comunei Skîbînți
     Ucraineană (96,95%)
     Rusă (2,92%)
     Alte limbi (0,13%)
Conform recensământului din 2001, majoritatea populației comunei Skîbînți era vorbitoare de ucraineană (96,95%), existând în minoritate și vorbitori de rusă (2,92%).